# 山県市
山県市（やまがたし）は、岐阜県にある市。旧美濃国（岐阜県南部）の中央よりやや西寄りで、岐阜市の北側にあり、岐阜地区に位置づけられる。

## 地理

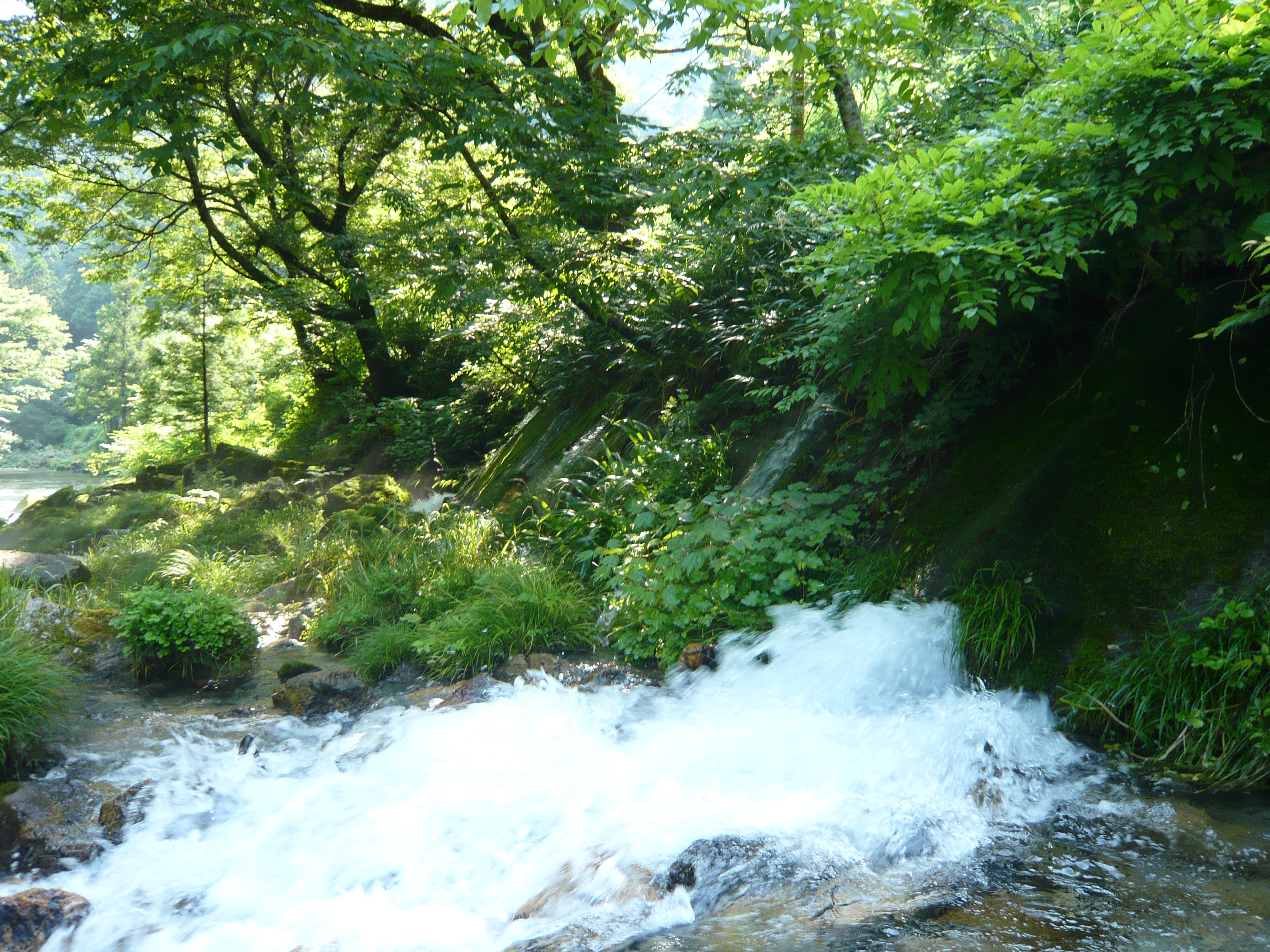
円原の伏流水

山県市南部、市役所のある高富地区は緩やかな盆地状の地形で濃尾平野の周辺部にあたる。北中部は越美山地の南東端で山がちな地形となっており、標高20メートルの平地から1,200メートル級の山岳部までの変化に富んでいる。

### 地形

#### 山地
主な山
- 舟伏山
- 釜ヶ谷山
- 相戸岳
- 如来ヶ岳
- 岸見山
- 竜興寺山
- 古城山
- 天狗城
- 源太峰
- 大黒山

#### 河川
主な川
- 武儀川
- 神崎川
- 円原川
- 柿野川
- 鳥羽川（旧名 戸羽川）
- 新川
- 伊自良川
- 生原川
- 葛原川
- 石田川

#### 湖沼
主な湖
- 伊自良湖

### 人口
| |                                        |  |
| 山県市と全国の年齢別人口分布（2005年） | 山県市の年齢・男女別人口分布（2005年） |  |
| ■紫色 ― 山県市 ■緑色 ― 日本全国 | ■青色 ― 男性 ■赤色 ― 女性              |  |
| 山県市（に相当する地域）の人口の推移 \| 1970年（昭和45年） \| 26,598人 \| \| \| 1975年（昭和50年） \| 27,986人 \| \| \| 1980年（昭和55年） \| 29,669人 \| \| \| 1985年（昭和60年） \| 30,592人 \| \| \| 1990年（平成2年） \| 30,989人 \| \| \| 1995年（平成7年） \| 31,534人 \| \| \| 2000年（平成12年） \| 30,951人 \| \| \| 2005年（平成17年） \| 30,316人 \| \| \| 2010年（平成22年） \| 29,629人 \| \| \| 2015年（平成27年） \| 27,114人 \| \| \| 2020年（令和2年） \| 25,280人 \| \| |                                        |  |
| 総務省統計局 国勢調査より |                                        |  |
| 1970年（昭和45年） | 26,598人                               |  |
| 1975年（昭和50年） | 27,986人                               |  |
| 1980年（昭和55年） | 29,669人                               |  |
| 1985年（昭和60年） | 30,592人                               |  |
| 1990年（平成2年） | 30,989人                               |  |
| 1995年（平成7年） | 31,534人                               |  |
| 2000年（平成12年） | 30,951人                               |  |
| 2005年（平成17年） | 30,316人                               |  |
| 2010年（平成22年） | 29,629人                               |  |
| 2015年（平成27年） | 27,114人                               |  |
| 2020年（令和2年） | 25,280人                               |  |

### 隣接自治体
岐阜県
- 本巣市
- 岐阜市（県都）
- 関市

### 市名の由来
山県市の名は市制施行前の山県郡から採られたものである。
この山県（山縣）の地名は古くは山方と表記され、山方とは読んで字の通り山の方（やまのかた、山の方面）を意味し、昔から当地が山の方にある集落であったためにこの名がついたと考えられている。

### 地名
- 高富　（旧・高富町 ←旧・高富町）
- 佐賀　（旧・高富町 ←旧・高富町）
- 高木　（旧・高富町 ←旧・富岡村）
- 東深瀬　（旧・高富町 ←旧・富岡村）
- 西深瀬　（旧・高富町 ←旧・富岡村）
- 梅原　（旧・高富町 ←旧・梅原村）
- 伊佐美　（旧・高富町 ←旧・桜尾村）
- 椎倉　（旧・高富町 ←旧・桜尾村）
- 赤尾　（旧・高富町 ←旧・桜尾村）
- 大桑　（旧・高富町 旧・大桑村）
- 青波　（旧・美山町 ←旧・富波村）
- 富永　（旧・美山町 ←旧・富波村）
- 谷合　（旧・美山町 ←旧・谷合村）
- 葛原　（旧・美山町 ←旧・葛原村）
- 片原　（旧・美山町 ←旧・北山村）
- 神崎　（旧・美山町 ←旧・北山村）
- 円原　（旧・美山町 ←旧・北山村）
- 笹賀　（旧・美山町 ←旧・北武芸村）
- 田栗　（旧・美山町 ←旧・北武芸村）
- 椿　（旧・美山町 ←旧・北武芸村）
- 徳永　（旧・美山町 旧・北武芸村）
- 佐野　（旧・美山町 ←旧・北武芸村）
- 岩佐　（旧・美山町 ←旧・西武芸村）
- 中洞　（旧・美山町 ←旧・西武芸村）
- 船越　（旧・美山町 ←旧・乾村）
- 出戸　（旧・美山町 ←旧・乾村）
- 日永　（旧・美山町 ←旧・乾村）
- 相戸　（旧・美山町 ←旧・乾村）
- 柿野　（旧・美山町 ←旧・乾村）
- 上願　（旧・伊自良村 ←旧上伊自良村）
- 松尾　（旧・伊自良村 ←旧・上伊自良村）
- 掛　（旧・伊自良村 ←旧・上伊自良村）
- 大門　（旧・伊自良村 ←旧・上伊自良村）
- 平井　（旧・伊自良村 ←旧・上伊自良村）
- 長滝　（旧・伊自良村 ←旧・上伊自良村）
- 藤倉　（旧・伊自良村 ←旧・下伊自良村）
- 大森　（旧・伊自良村 ←旧・下伊自良村）
- 小倉　（旧・伊自良村 ←旧・下伊自良村）
- 洞田　（旧・伊自良村 ←旧・下伊自良村）

## 歴史

### 先史
「ヤマガタ」の名は奈良時代以前に既に存在していたことが、現存する日本最古の戸籍の一つである大宝2年（702年）の「御野国山方郡三井田里戸籍」（正倉院文書）より分かっている。

### 古代
律令制において御野国（みののくに）は現在の岐阜県美濃地方を中心とする地域、山方郡（やまかたのこおり）とは現在の山県市の一帯を指していた。

### 中世
- 平安時代中期から室町時代中期まで、美濃源氏の一派として山県郡から発祥した美濃山県氏が存続した。

この一族は清和源氏多田頼綱の三男、源国直がこの地を地盤として山県氏を号したことに始まる。
美濃山県氏は甲斐山県氏、安芸山県氏それぞれの源氏系の山県氏の祖となった。
後にこれらの庶流から出た甲斐武田家の譜代家老の山県昌景（甲斐源氏）、山縣有朋（安芸源氏）等が名乗った山県の名称の苗字（山縣姓）は、当地の地名が由来となっている。尚、山県氏の発祥と同時期に土岐郡においては同じ摂津源氏から源国直の叔父である源国房が土岐氏を興した。
山県氏や土岐氏の主な家紋である桔梗紋は、山県市の市花の桔梗であり、両氏族の山県郡との繋がりを物語っている。
また同地名の山県郡 (広島県)は、同地に流罪にされた源国直がそのまま山県姓を名乗ったことを発祥とする地名である。

### 沿革
平成
- 2003年（平成15年）4月1日 - 岐阜県山県郡の高富町、伊自良村、美山町が合併し、人口3万1千人の市として発足した。この合併で山県郡の名は消えたが、郡域はそのまま山県市として継承された。市役所は、旧高富町役場に置かれた。美山、伊自良の町村役場は、市役所の支所として引き続き運営されている（その後、伊自良支所は伊自良コミュニティセンター内に移転。美山支所は建設中の北部地域拠点（仮）に移転予定。）

### 編成表
| 明治元年          | 明治7年 9月1日            | 明治8年 1月1日            | 明治12年 2月18日 郡区町村 編成法施行 | 明治22年 7月1日 町村制施行 | 明治30年 3月19日 -4月1日            | 昭和25年 4月1日                          | 昭和30年 4月1日                | 昭和39年 4月1日                    | 平成15年 4月1日        | 現在   |
| ----------------- | ------------------------- | ------------------------- | ------------------------------------ | -------------------------- | ----------------------------------- | ---------------------------------------- | ------------------------------ | ---------------------------------- | ---------------------- | ------ |
| 山県郡 高富村     | 明治7年 9月 山県郡 高富村 | 山県郡 高富村             | 山県郡 高富村                        | 山県郡 高富村              | 明治30年 3月19日 町制 山県郡 高富町 | 山県郡 高富町                            | 昭和30年 4月1日 山県郡 高富町  | 山県郡 高富町                      | 平成15年 4月1日 山県市 | 山県市 |
| 山県郡 天王町     | 明治7年 9月 山県郡 高富村 | 山県郡 高富村             | 山県郡 高富村                        | 山県郡 高富村              | 明治30年 3月19日 町制 山県郡 高富町 | 山県郡 高富町                            | 昭和30年 4月1日 山県郡 高富町  | 山県郡 高富町                      | 平成15年 4月1日 山県市 | 山県市 |
| 山県郡 佐賀村     | 山県郡 佐賀村             | 山県郡 高富村             | 山県郡 高富村                        | 山県郡 高富村              | 明治30年 3月19日 町制 山県郡 高富町 | 山県郡 高富町                            | 昭和30年 4月1日 山県郡 高富町  | 山県郡 高富町                      | 平成15年 4月1日 山県市 | 山県市 |
| 山県郡 西深瀬村   | 山県郡 西深瀬村           | 山県郡 西深瀬村           | 山県郡 西深瀬村                      | 山県郡 西深瀬村            | 明治30年4月1日 山県郡 富岡村        | 山県郡 富岡村                            | 昭和30年 4月1日 山県郡 高富町  | 山県郡 高富町                      | 平成15年 4月1日 山県市 | 山県市 |
| 山県郡 東深瀬村   | 山県郡 東深瀬村           | 山県郡 東深瀬村           | 山県郡 東深瀬村                      | 山県郡 東深瀬村            | 明治30年4月1日 山県郡 富岡村        | 山県郡 富岡村                            | 昭和30年 4月1日 山県郡 高富町  | 山県郡 高富町                      | 平成15年 4月1日 山県市 | 山県市 |
| 山県郡 高木村     | 山県郡 高木村             | 山県郡 高木村             | 山県郡 高木村                        | 山県郡 高木村              | 明治30年4月1日 山県郡 富岡村        | 山県郡 富岡村                            | 昭和30年 4月1日 山県郡 高富町  | 山県郡 高富町                      | 平成15年 4月1日 山県市 | 山県市 |
| 山県郡 梅原村     | 山県郡 梅原村             | 山県郡 梅原村             | 山県郡 梅原村                        | 山県郡 梅原村              | 山県郡 梅原村                       | 山県郡 梅原村                            | 昭和30年 4月1日 山県郡 高富町  | 山県郡 高富町                      | 平成15年 4月1日 山県市 | 山県市 |
| 山県郡 伊佐美村   | 山県郡 伊佐美村           | 山県郡 伊佐美村           | 山県郡 伊佐美村                      | 山県郡 伊佐美村            | 明治30年4月1日 山県郡 桜尾村        | 山県郡 桜尾村                            | 昭和30年 4月1日 山県郡 高富町  | 山県郡 高富町                      | 平成15年 4月1日 山県市 | 山県市 |
| 山県郡 椎倉村     | 山県郡 椎倉村             | 山県郡 椎倉村             | 山県郡 椎倉村                        | 山県郡 椎倉村              | 明治30年4月1日 山県郡 桜尾村        | 山県郡 桜尾村                            | 昭和30年 4月1日 山県郡 高富町  | 山県郡 高富町                      | 平成15年 4月1日 山県市 | 山県市 |
| 山県郡 赤尾村     | 山県郡 赤尾村             | 山県郡 赤尾村             | 山県郡 赤尾村                        | 山県郡 赤尾村              | 明治30年4月1日 山県郡 桜尾村        | 山県郡 桜尾村                            | 昭和30年 4月1日 山県郡 高富町  | 山県郡 高富町                      | 平成15年 4月1日 山県市 | 山県市 |
| 山県郡 大桑村     | 山県郡 大桑村             | 山県郡 大桑村             | 山県郡 大桑村                        | 山県郡 大桑村              | 山県郡 大桑村                       | 山県郡 大桑村                            | 昭和30年 4月1日 山県郡 高富町  | 山県郡 高富町                      | 平成15年 4月1日 山県市 | 山県市 |
| 山県郡 上願村     | 山県郡 上願村             | 山県郡 上願村             | 山県郡 上願村                        | 山県郡 上願村              | 明治30年4月1日 山県郡 上伊自良村    | 山県郡 上伊自良村                        | 昭和30年4月1日 山県郡 伊自良村 | 山県郡 伊自良村                    | 平成15年 4月1日 山県市 | 山県市 |
| 山県郡 松尾村     | 山県郡 松尾村             | 山県郡 松尾村             | 山県郡 松尾村                        | 山県郡 松尾村              | 明治30年4月1日 山県郡 上伊自良村    | 山県郡 上伊自良村                        | 昭和30年4月1日 山県郡 伊自良村 | 山県郡 伊自良村                    | 平成15年 4月1日 山県市 | 山県市 |
| 山県郡 大岡村     | 明治7年9月 山県郡 掛村    | 山県郡 掛村               | 山県郡 掛村                          | 山県郡 掛村                | 明治30年4月1日 山県郡 上伊自良村    | 山県郡 上伊自良村                        | 昭和30年4月1日 山県郡 伊自良村 | 山県郡 伊自良村                    | 平成15年 4月1日 山県市 | 山県市 |
| 山県郡 掛村       | 明治7年9月 山県郡 掛村    | 山県郡 掛村               | 山県郡 掛村                          | 山県郡 掛村                | 明治30年4月1日 山県郡 上伊自良村    | 山県郡 上伊自良村                        | 昭和30年4月1日 山県郡 伊自良村 | 山県郡 伊自良村                    | 平成15年 4月1日 山県市 | 山県市 |
| 山県郡 平井村     | 山県郡 平井村             | 山県郡 平井村             | 山県郡 平井村                        | 山県郡 平井村              | 明治30年4月1日 山県郡 上伊自良村    | 山県郡 上伊自良村                        | 昭和30年4月1日 山県郡 伊自良村 | 山県郡 伊自良村                    | 平成15年 4月1日 山県市 | 山県市 |
| 山県郡 長滝村     | 山県郡 長滝村             | 山県郡 長滝村             | 山県郡 長滝村                        | 山県郡 長滝村              | 明治30年4月1日 山県郡 上伊自良村    | 山県郡 上伊自良村                        | 昭和30年4月1日 山県郡 伊自良村 | 山県郡 伊自良村                    | 平成15年 4月1日 山県市 | 山県市 |
| 山県郡 藤倉村     | 山県郡 藤倉村             | 山県郡 藤倉村             | 山県郡 藤倉村                        | 山県郡 藤倉村              | 明治30年 4月1日 山県郡 下伊自良村   | 山県郡 下伊自良村                        | 昭和30年4月1日 山県郡 伊自良村 | 山県郡 伊自良村                    | 平成15年 4月1日 山県市 | 山県市 |
| 山県郡 大森村     | 山県郡 大森村             | 山県郡 大森村             | 山県郡 大森村                        | 山県郡 大森村              | 明治30年 4月1日 山県郡 下伊自良村   | 山県郡 下伊自良村                        | 昭和30年4月1日 山県郡 伊自良村 | 山県郡 伊自良村                    | 平成15年 4月1日 山県市 | 山県市 |
| 山県郡 四日市場村 | 山県郡 四日市場村         | 明治8年 1月 山県郡 小倉村 | 山県郡 小倉村                        | 山県郡 小倉村              | 明治30年 4月1日 山県郡 下伊自良村   | 山県郡 下伊自良村                        | 昭和30年4月1日 山県郡 伊自良村 | 山県郡 伊自良村                    | 平成15年 4月1日 山県市 | 山県市 |
| 山県郡 小倉村     | 山県郡 小倉村             | 明治8年 1月 山県郡 小倉村 | 山県郡 小倉村                        | 山県郡 小倉村              | 明治30年 4月1日 山県郡 下伊自良村   | 山県郡 下伊自良村                        | 昭和30年4月1日 山県郡 伊自良村 | 山県郡 伊自良村                    | 平成15年 4月1日 山県市 | 山県市 |
| 山県郡 洞田村     | 山県郡 洞田村             | 山県郡 洞田村             | 山県郡 洞田村                        | 山県郡 洞田村              | 明治30年 4月1日 山県郡 下伊自良村   | 山県郡 下伊自良村                        | 昭和30年4月1日 山県郡 伊自良村 | 山県郡 伊自良村                    | 平成15年 4月1日 山県市 | 山県市 |
| 山県郡 青波村     | 山県郡 青波村             | 山県郡 青波村             | 山県郡 青波村                        | 山県郡 富波村              | 山県郡 富波村                       | 山県郡 富波村                            | 昭和30年 4月1日 山県郡 美山村  | 昭和39年 4月1日 町制 山県郡 美山町 | 平成15年 4月1日 山県市 | 山県市 |
| 山県郡 富永村     | 山県郡 富永村             | 山県郡 富永村             | 山県郡 富永村                        | 山県郡 富波村              | 山県郡 富波村                       | 山県郡 富波村                            | 昭和30年 4月1日 山県郡 美山村  | 昭和39年 4月1日 町制 山県郡 美山町 | 平成15年 4月1日 山県市 | 山県市 |
| 山県郡 谷合村     | 山県郡 谷合村             | 山県郡 谷合村             | 山県郡 谷合村                        | 山県郡 谷合村              | 山県郡 谷合村                       | 山県郡 谷合村                            | 昭和30年 4月1日 山県郡 美山村  | 昭和39年 4月1日 町制 山県郡 美山町 | 平成15年 4月1日 山県市 | 山県市 |
| 山県郡 葛原村     | 山県郡 葛原村             | 山県郡 葛原村             | 山県郡 葛原村                        | 山県郡 葛原村              | 山県郡 葛原村                       | 山県郡 葛原村                            | 昭和30年 4月1日 山県郡 美山村  | 昭和39年 4月1日 町制 山県郡 美山町 | 平成15年 4月1日 山県市 | 山県市 |
| 山県郡 円原村     | 山県郡 円原村             | 山県郡 円原村             | 山県郡 円原村                        | 山県郡 円原村              | 明治30年 4月1日 山県郡 北山村       | 山県郡 北山村                            | 昭和30年 4月1日 山県郡 美山村  | 昭和39年 4月1日 町制 山県郡 美山町 | 平成15年 4月1日 山県市 | 山県市 |
| 山県郡 神崎村     | 山県郡 神崎村             | 山県郡 神崎村             | 山県郡 神崎村                        | 山県郡 神崎村              | 明治30年 4月1日 山県郡 北山村       | 山県郡 北山村                            | 昭和30年 4月1日 山県郡 美山村  | 昭和39年 4月1日 町制 山県郡 美山町 | 平成15年 4月1日 山県市 | 山県市 |
| 山県郡 仲越村     | 山県郡 仲越村             | 山県郡 神崎村             | 山県郡 神崎村                        | 山県郡 神崎村              | 明治30年 4月1日 山県郡 北山村       | 山県郡 北山村                            | 昭和30年 4月1日 山県郡 美山村  | 昭和39年 4月1日 町制 山県郡 美山町 | 平成15年 4月1日 山県市 | 山県市 |
| 山県郡 伊往戸村   | 山県郡 伊往戸村           | 山県郡 神崎村             | 山県郡 神崎村                        | 山県郡 神崎村              | 明治30年 4月1日 山県郡 北山村       | 山県郡 北山村                            | 昭和30年 4月1日 山県郡 美山村  | 昭和39年 4月1日 町制 山県郡 美山町 | 平成15年 4月1日 山県市 | 山県市 |
| 山県郡 片狩村     | 明治7年 9月 山県郡 片原村 | 山県郡 片原村             | 山県郡 片原村                        | 山県郡 片原村              | 明治30年 4月1日 山県郡 北山村       | 山県郡 北山村                            | 昭和30年 4月1日 山県郡 美山村  | 昭和39年 4月1日 町制 山県郡 美山町 | 平成15年 4月1日 山県市 | 山県市 |
| 山県郡 日原村     | 明治7年 9月 山県郡 片原村 | 山県郡 片原村             | 山県郡 片原村                        | 山県郡 片原村              | 明治30年 4月1日 山県郡 北山村       | 山県郡 北山村                            | 昭和30年 4月1日 山県郡 美山村  | 昭和39年 4月1日 町制 山県郡 美山町 | 平成15年 4月1日 山県市 | 山県市 |
| 武儀郡 笹賀村     | 武儀郡 笹賀村             | 武儀郡 笹賀村             | 武儀郡 笹賀村                        | 武儀郡 笹賀村              | 武儀郡 北武芸村                     | 昭和25年 4月1日 所属変更 山県郡 北武芸村 | 昭和30年 4月1日 山県郡 美山村  | 昭和39年 4月1日 町制 山県郡 美山町 | 平成15年 4月1日 山県市 | 山県市 |
| 武儀郡 田栗村     | 武儀郡 田栗村             | 武儀郡 田栗村             | 武儀郡 田栗村                        | 武儀郡 田栗村              | 武儀郡 北武芸村                     | 昭和25年 4月1日 所属変更 山県郡 北武芸村 | 昭和30年 4月1日 山県郡 美山村  | 昭和39年 4月1日 町制 山県郡 美山町 | 平成15年 4月1日 山県市 | 山県市 |
| 武儀郡 椿村       | 武儀郡 椿村               | 武儀郡 椿村               | 武儀郡 椿村                          | 武儀郡 椿村                | 武儀郡 北武芸村                     | 昭和25年 4月1日 所属変更 山県郡 北武芸村 | 昭和30年 4月1日 山県郡 美山村  | 昭和39年 4月1日 町制 山県郡 美山町 | 平成15年 4月1日 山県市 | 山県市 |
| 武儀郡 徳永村     | 武儀郡 徳永村             | 武儀郡 徳永村             | 武儀郡 徳永村                        | 武儀郡 徳永村              | 武儀郡 北武芸村                     | 昭和25年 4月1日 所属変更 山県郡 北武芸村 | 昭和30年 4月1日 山県郡 美山村  | 昭和39年 4月1日 町制 山県郡 美山町 | 平成15年 4月1日 山県市 | 山県市 |
| 武儀郡 佐野村     | 武儀郡 佐野村             | 武儀郡 佐野村             | 武儀郡 佐野村                        | 武儀郡 佐野村              | 武儀郡 北武芸村                     | 昭和25年 4月1日 所属変更 山県郡 北武芸村 | 昭和30年 4月1日 山県郡 美山村  | 昭和39年 4月1日 町制 山県郡 美山町 | 平成15年 4月1日 山県市 | 山県市 |
| 武儀郡 岩佐村     | 武儀郡 岩佐村             | 武儀郡 岩佐村             | 武儀郡 岩佐村                        | 武儀郡 西武芸村            | 武儀郡 西武芸村                     | 昭和25年 4月1日 所属変更 山県郡 西武芸村 | 昭和30年 4月1日 山県郡 美山村  | 昭和39年 4月1日 町制 山県郡 美山町 | 平成15年 4月1日 山県市 | 山県市 |
| 武儀郡 中洞村     | 武儀郡 中洞村             | 武儀郡 中洞村             | 武儀郡 中洞村                        | 武儀郡 西武芸村            | 武儀郡 西武芸村                     | 昭和25年 4月1日 所属変更 山県郡 西武芸村 | 昭和30年 4月1日 山県郡 美山村  | 昭和39年 4月1日 町制 山県郡 美山町 | 平成15年 4月1日 山県市 | 山県市 |
| 武儀郡 出戸村     | 武儀郡 出戸村             | 武儀郡 出戸村             | 武儀郡 出戸村                        | 武儀郡 乾村                | 武儀郡 乾村                         | 武儀郡 乾村                              | 昭和30年 4月1日 山県郡 美山村  | 昭和39年 4月1日 町制 山県郡 美山町 | 平成15年 4月1日 山県市 | 山県市 |
| 武儀郡 日永村     | 武儀郡 日永村             | 武儀郡 日永村             | 武儀郡 日永村                        | 武儀郡 乾村                | 武儀郡 乾村                         | 武儀郡 乾村                              | 昭和30年 4月1日 山県郡 美山村  | 昭和39年 4月1日 町制 山県郡 美山町 | 平成15年 4月1日 山県市 | 山県市 |
| 武儀郡 相戸村     | 武儀郡 相戸村             | 武儀郡 相戸村             | 武儀郡 相戸村                        | 武儀郡 乾村                | 武儀郡 乾村                         | 武儀郡 乾村                              | 昭和30年 4月1日 山県郡 美山村  | 昭和39年 4月1日 町制 山県郡 美山町 | 平成15年 4月1日 山県市 | 山県市 |
| 武儀郡 柿野村     | 武儀郡 柿野村             | 武儀郡 柿野村             | 武儀郡 柿野村                        | 武儀郡 乾村                | 武儀郡 乾村                         | 武儀郡 乾村                              | 昭和30年 4月1日 山県郡 美山村  | 昭和39年 4月1日 町制 山県郡 美山町 | 平成15年 4月1日 山県市 | 山県市 |
| 武儀郡 船越村     | 武儀郡 船越村             | 武儀郡 船越村             | 武儀郡 船越村                        | 武儀郡 乾村                | 武儀郡 乾村                         | 武儀郡 乾村                              | 昭和30年 4月1日 山県郡 美山村  | 昭和39年 4月1日 町制 山県郡 美山町 | 平成15年 4月1日 山県市 | 山県市 |

## 行政

### 市長
歴代市長
| 代         | 氏名     | 就任日        | 退任日        |
| ---------- | -------- | ------------- | ------------- |
| 職務執行者 | 村橋忠夫 | 2003年4月1日  | 2003年4月26日 |
| 初-2代     | 平野元   | 2003年4月27日 | 2011年4月26日 |
| 3-4代      | 林宏優   | 2011年4月27日 | 現職          |

### 役所
- 市役所本庁舎
  - 美山支所
  - 伊自良支所

出来事・事件等
- 2003年の初代市長の選挙には立候補者が一人のみで、4月20日に平野元（前高富町長）の無投票当選が決まった。次の市長選も平野元（現職）の無投票当選が決まった。市議会の議員定数は22人だが、2004年4月まで旧町村の議員（定数42）が引き続き議員を務めた。
- 2004年の山県市議会議員選挙において、山県市議ら数名が、条例で公費負担が認められていないはがき代や定められた枚数を超えるポスター代を市に請求していたことが2007年に発覚した。市議とその関係者ら計12名が詐欺容疑で書類送検されたが、不起訴処分となっている。ポスター代を水増しした市議のうち5名は辞職した（1名の市議と1名の県議は辞職しなかった）。この事件をきっかけに、他自治体でも同様の事件が発覚することになった。

## 議会

### 市議会
- 定数：13名
- 任期：2024年5月1日 － 2028年4月30日
- 議長：吉田茂広
- 副議長：加藤義信

| 会派名     | 議席数 | 議員名 |
| ---------- | ------ | --- |
| 立憲民主党 | 1      | 操知子 |
| 公明党     | 1      | 加藤義信                                                                                                   |
| 無所属     | 11     | 河合雅俊、川島亜也、吉田昌樹、武藤行儀、田中辰典、奥田真也、寺町祥江、古川雅一、山崎通、吉田茂広、武藤孝成 |
| 計         | 13     | |

### 衆議院
- 選挙区：岐阜3区 （関市、美濃市、羽島市、各務原市、山県市、瑞穂市、本巣市、羽島郡、本巣郡）
- 任期：2024年10月27日 - 2028年10月26日
- 投票日：2024年10月27日
- 当日有権者数：406,711人
- 投票率：53.17％

| 当落 | 候補者名 | 年齢 | 所属党派     | 新旧別 | 得票数   | 重複 |
| ---- | -------- | ---- | ------------ | ------ | -------- | ---- |
| 当   | 武藤容治 | 69   | 自由民主党   | 前     | 98,370票 | ○    |
| 比当 | 仙田晃宏 | 42   | 国民民主党   | 新     | 64,039票 | ○    |
| 比当 | 阪口直人 | 61   | れいわ新選組 | 元     | 48,002票 | ○    |

## 施設

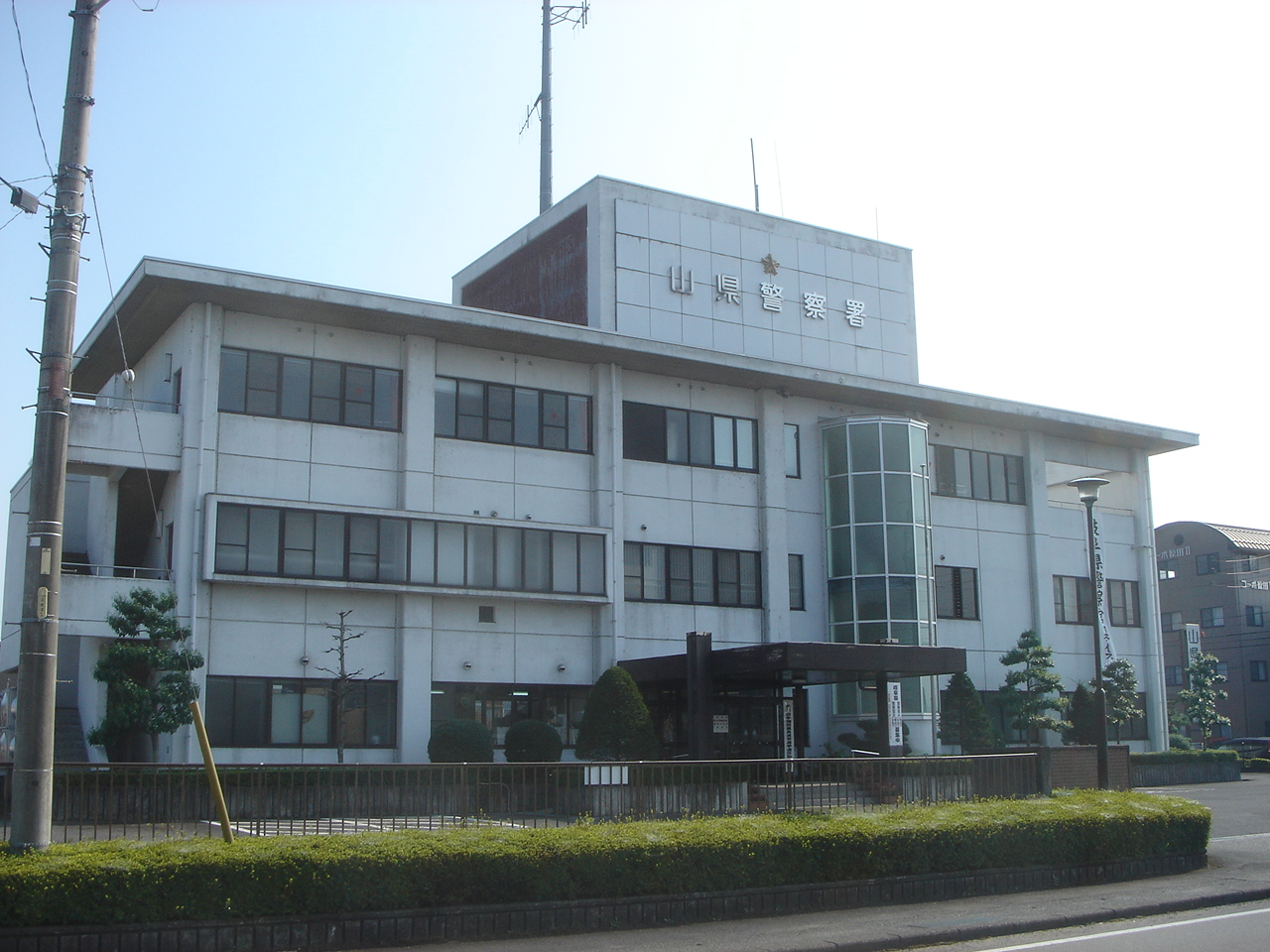
山県警察署

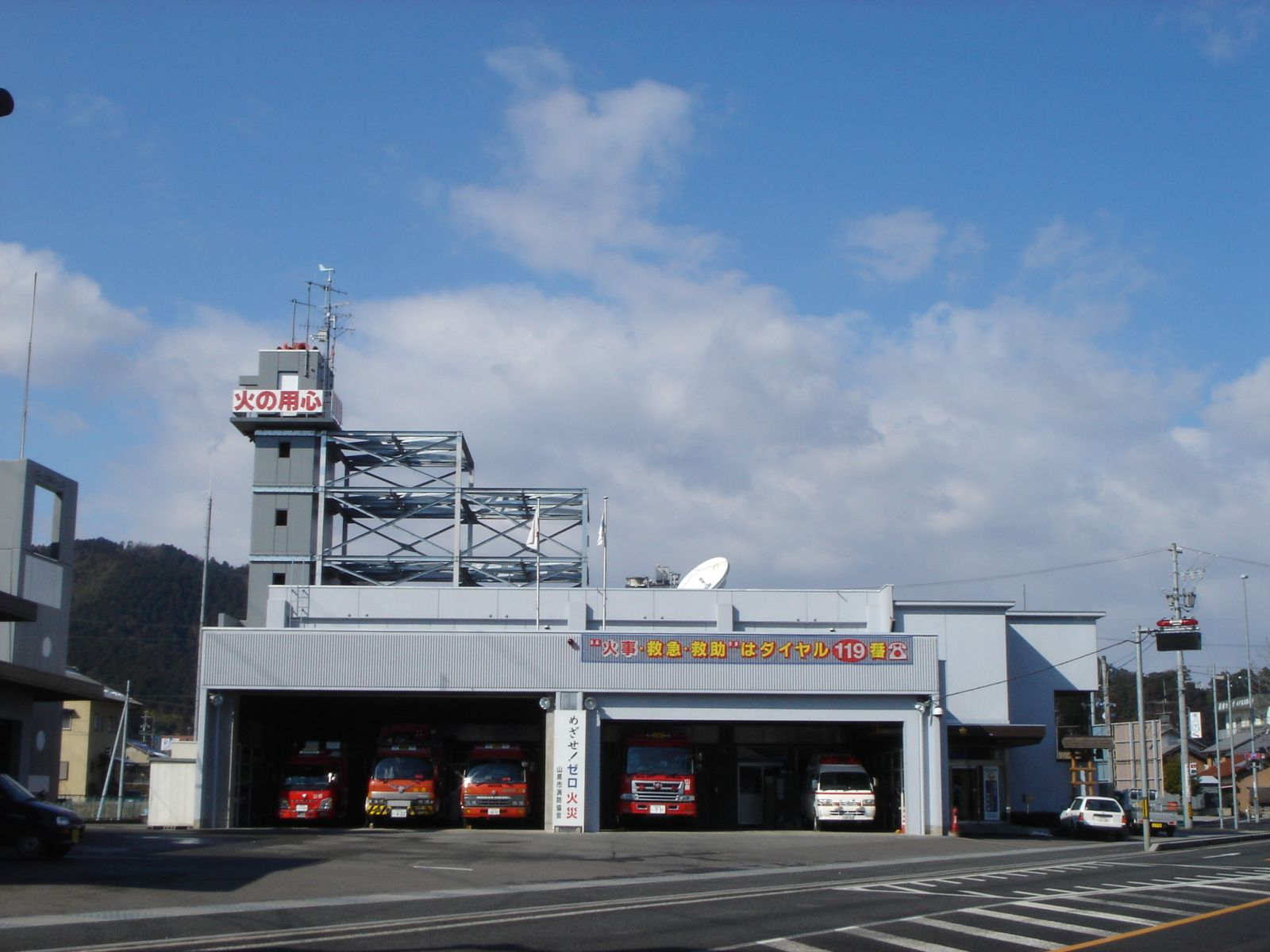
山県消防署

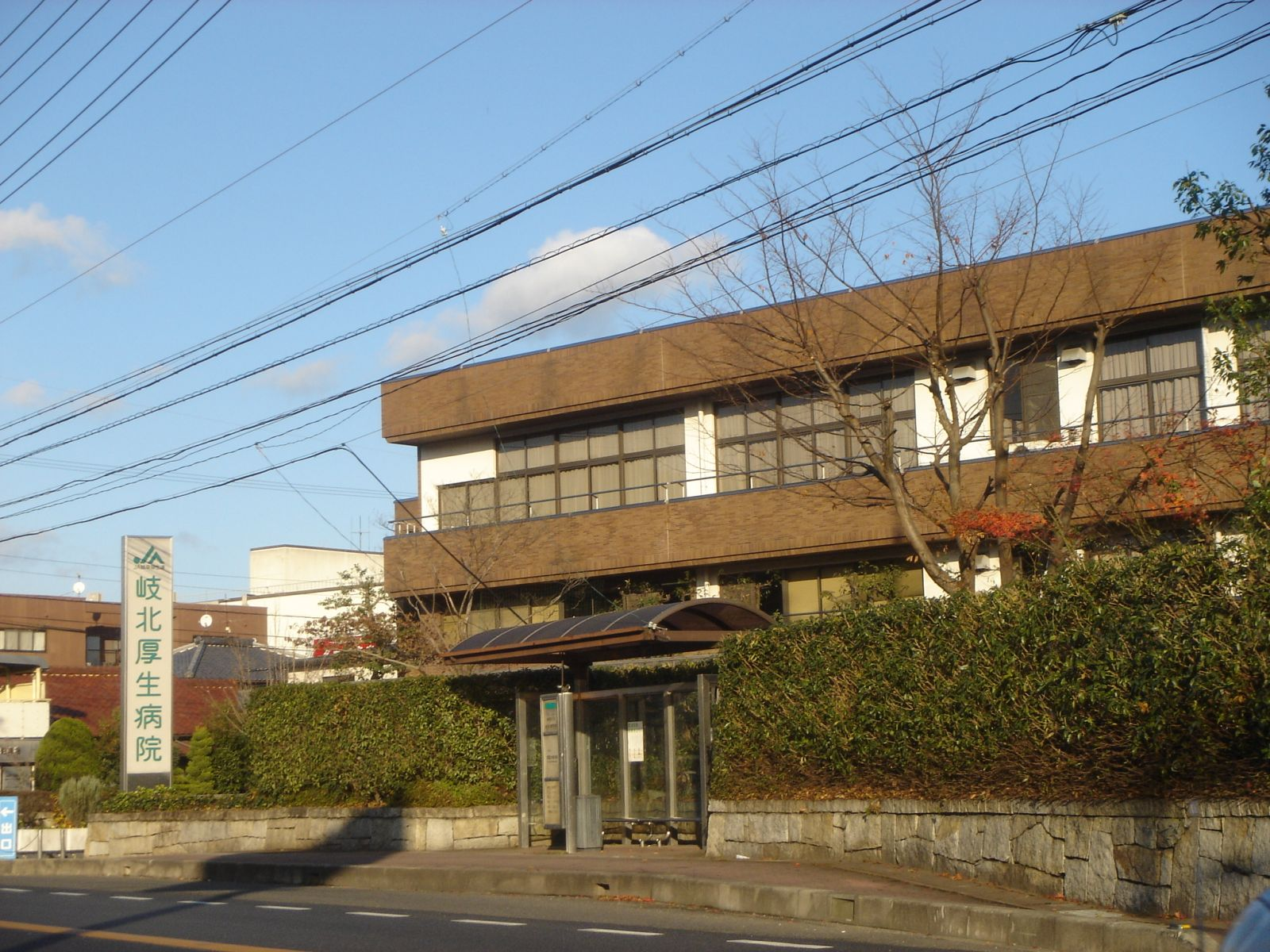
岐北厚生病院

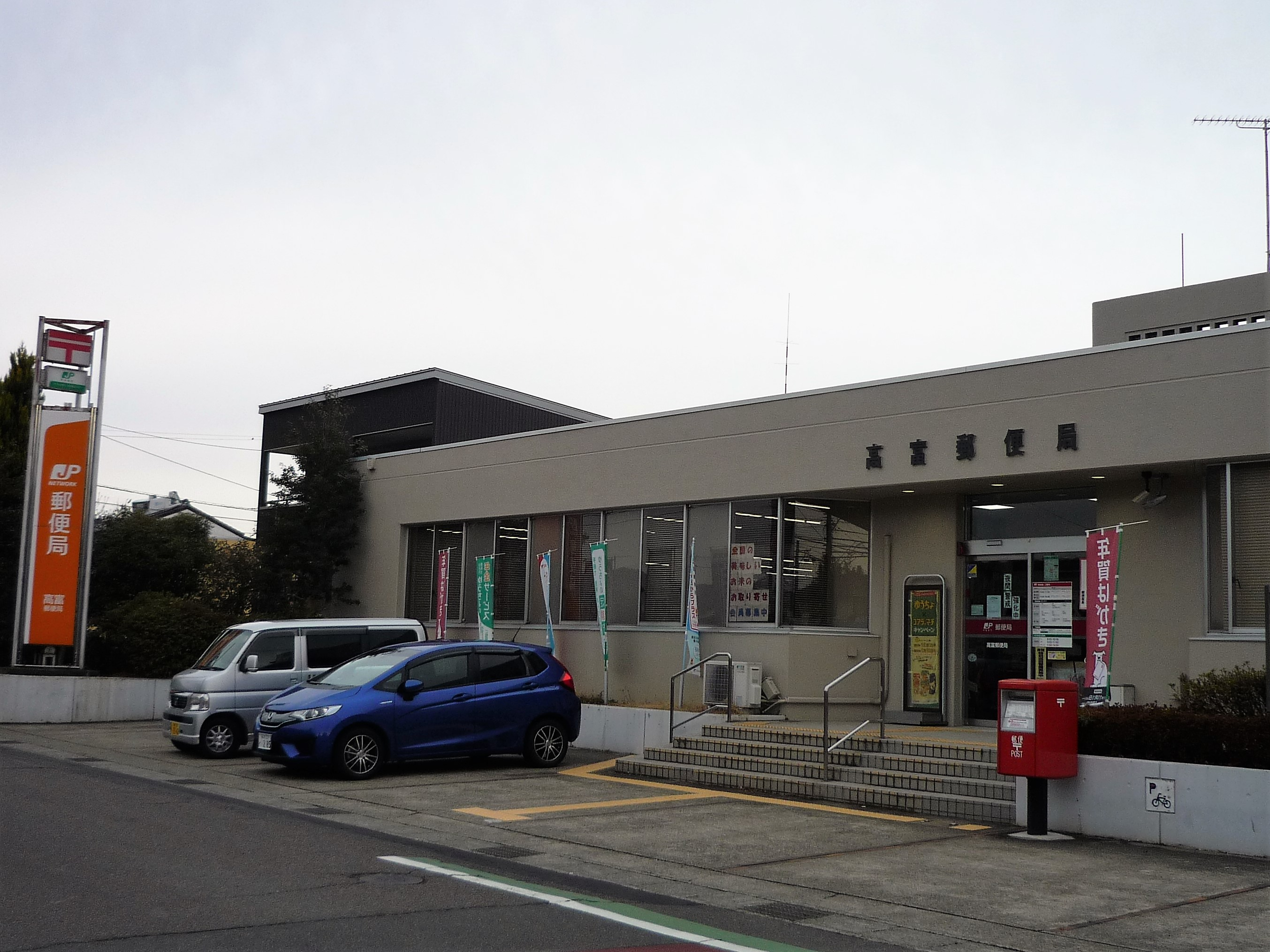
高富郵便局

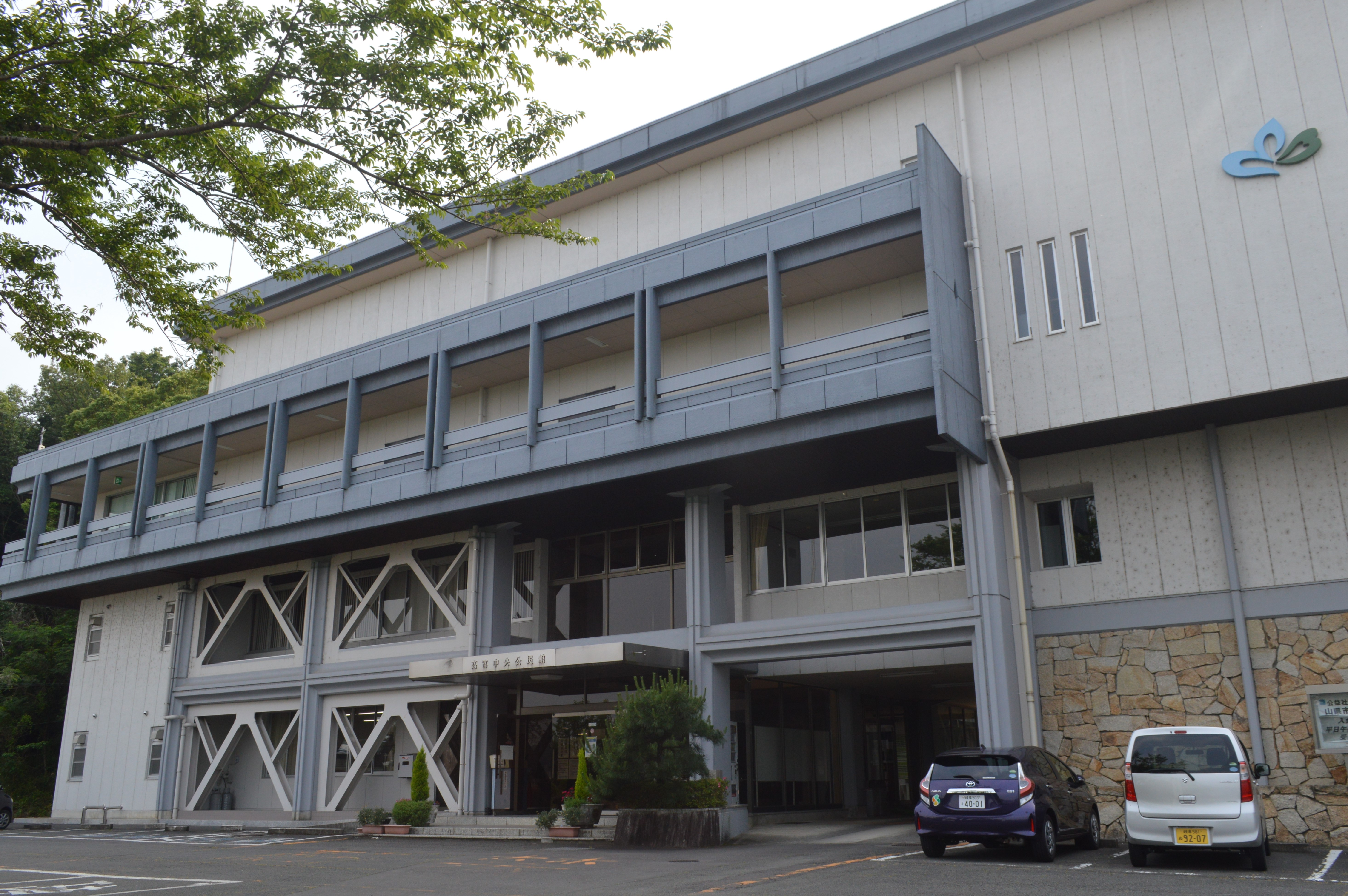
山県市高富中央公民館

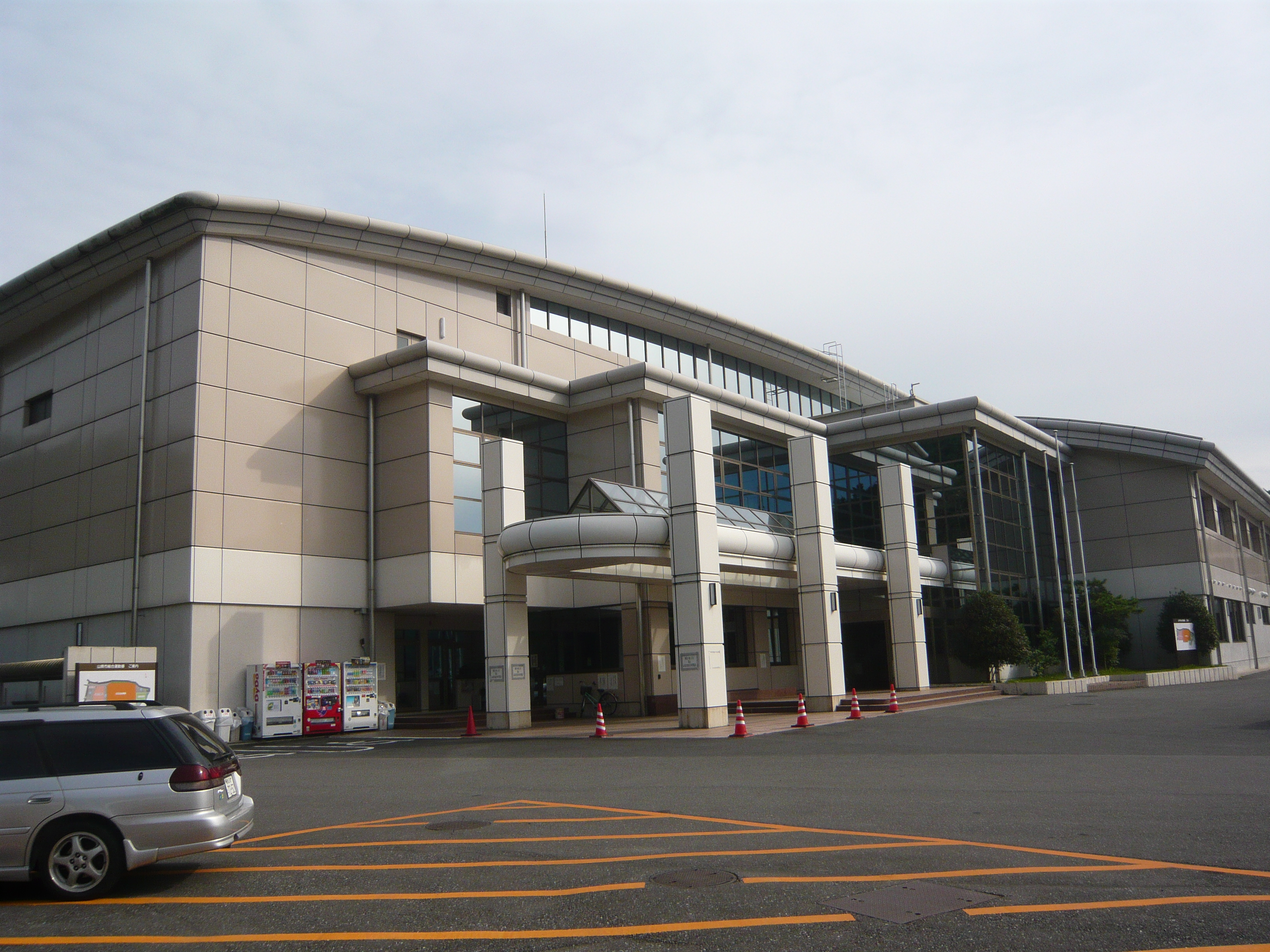
山県市総合体育館

### 警察
警察署
- 岐阜県山県警察署

交番
- 署所在地交番（山県市高富）

警察官駐在所
- 美山警察官駐在所（山県市谷合）
- 伊自良警察官駐在所（山県市大門）
- 西武芸警察官駐在所（山県市岩佐）
- 乾警察官駐在所（山県市出戸）

### 消防
消防署
- 岐阜市消防本部山県消防署（山県市高木）

分署
- 美山分署（山県市笹賀）

### 医療
主な病院
- 岐北厚生病院

### 郵便局
主な郵便局
- 高富郵便局

### 図書館
- 山県市図書館

### 集会施設
- 山県市高富中央公民館
  - 山県市高富中央公民館図書室
- 山県市美山中央公民館

### 文化施設
- 岐阜県県政資料館　※2009年3月閉鎖
- 山県市文化の里花咲きホール
- 山県市文化の里古田紹欽記念館
- 山県市美術館
- 山県市歴史民俗資料館
- 山県市みやまジョイフル倶楽部

### 運動施設
- 山県市総合運動場
  - 山県市総合体育館

## 経済

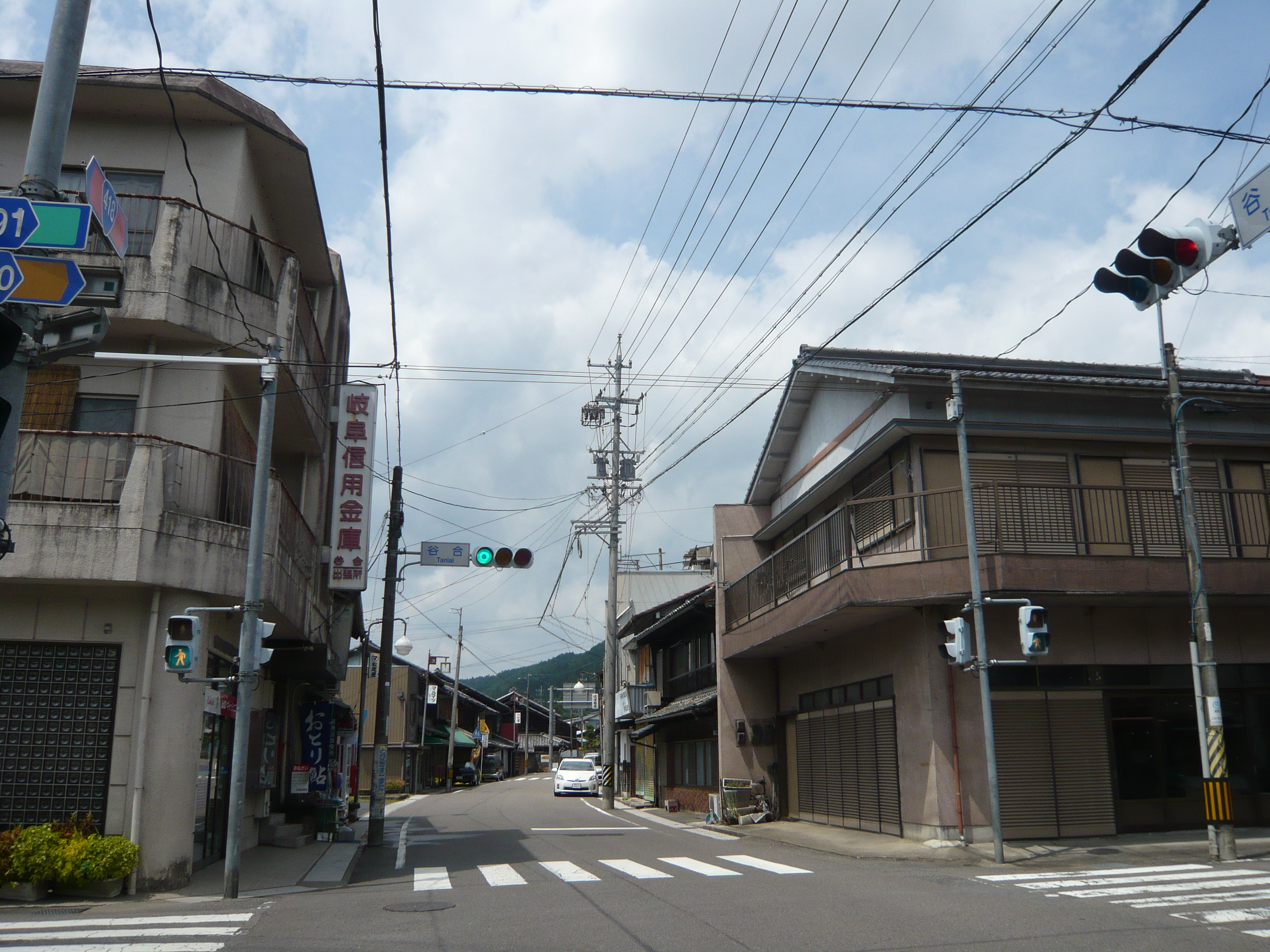
美山中心部

### 第一次産業
戦後しばらくするまでは松茸の産地として有名であった。しかし、山間部における燃料が薪や木炭からガスへと移行すると、山へ入る人が少なくなり、落枝や落ち葉が多く残り、土壌の富栄養化と高湿度化が進んだ。結果、松茸の生育には適さなくなり、現在では数軒の松茸問屋を残すのみである。また市北部の美山地域は旧美山町時代から杉の植林が盛んに行われており、杉の人工林率が県下でもトップクラスであった。それに関連した製材工場が多数あり「美山杉」ブランドとして確立していたが、安価な外国材に押され衰退した。しかし、美山の杉板は今なお人気がある。

#### 農業
- 松茸

#### 林業
- 薪
- 木炭

### 第二次産業
山県市北部を流れる武儀川流域(武芸谷)は板取川流域(牧谷)と並び古来から本美濃和紙の特産地であった。美山地域の西武芸、富波、北武芸、乾地区は武芸谷の北部で本美濃和紙の産地の一角をなしており、さかんに和紙の生産がされていた。しかし昭和時代になると洋紙が一般に使用、普及し急速に衰退した。この衰退により発生した余剰労働力が後述する水栓バルブ生産の労働力に転換されていく。また、山県市南方に位置する岐阜市や愛知県一宮市などでは繊維業が盛んであった。その関連産業として、木材の調達が容易な山県市では木管（織機に入れる糸巻きの芯）の製作を担う工場が多くあった。これが旋盤加工を得意とする職人を多く輩出し、太平洋戦争後の水栓バルブ産業にもつながる。旧美山町は水栓バルブ全国生産額の50％以上のシェアを占めていたほどである。現在でも美山地域には水栓バルブ関連企業が多数集積しており、市全体が大きな水栓バルブ工場となっている。今なお水栓バルブ市場における全国シェアも非常に高く「水栓バルブ発祥の地」として発信している。

#### 工業
- 繊維工業
- 水栓バルブ

### 第三次産業

#### 商業
主な商業施設
- コメリ高富店
- タチヤ高富店
- バロー高富店
- 平和堂高富店

### 拠点を置く企業
- 田中金属製作所
- ミズタニバルブ工業
- 美山バルバリー

## 情報通信

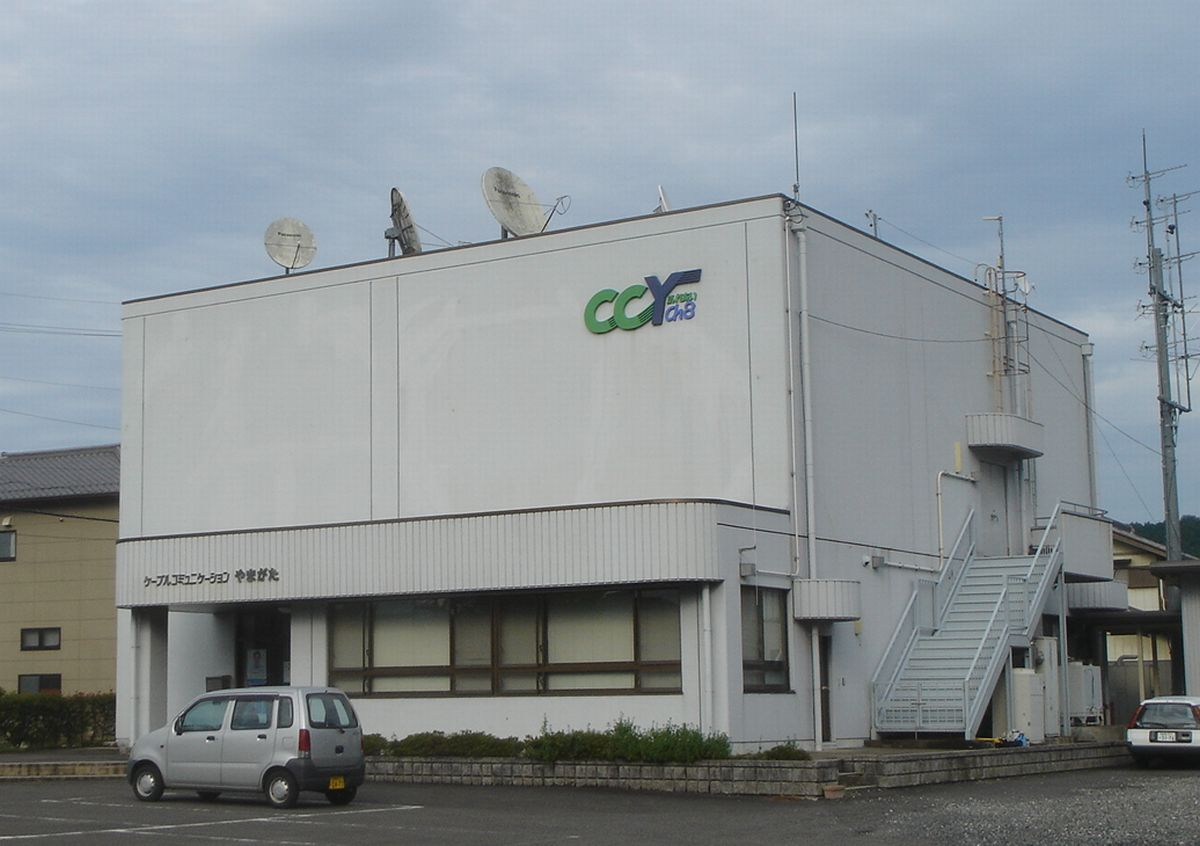
山県市有線テレビ局

### マスメディア

#### 放送局
テレビ
- 山県市有線テレビ局

### 電信電話
NTT西日本岐阜支店
- 市外局番は0581（高富MA）が使用される。高富MAの区域は現山県市（旧山県郡高富町、伊自良村、美山町）、現本巣市の一部（旧本巣郡本巣町、根尾村）、現関市の一部（旧武儀郡洞戸村、板取村）、現揖斐郡揖斐川町の一部（旧揖斐郡徳山村）を管轄しており旧高富町に高富営業所が置かれた。

## 教育

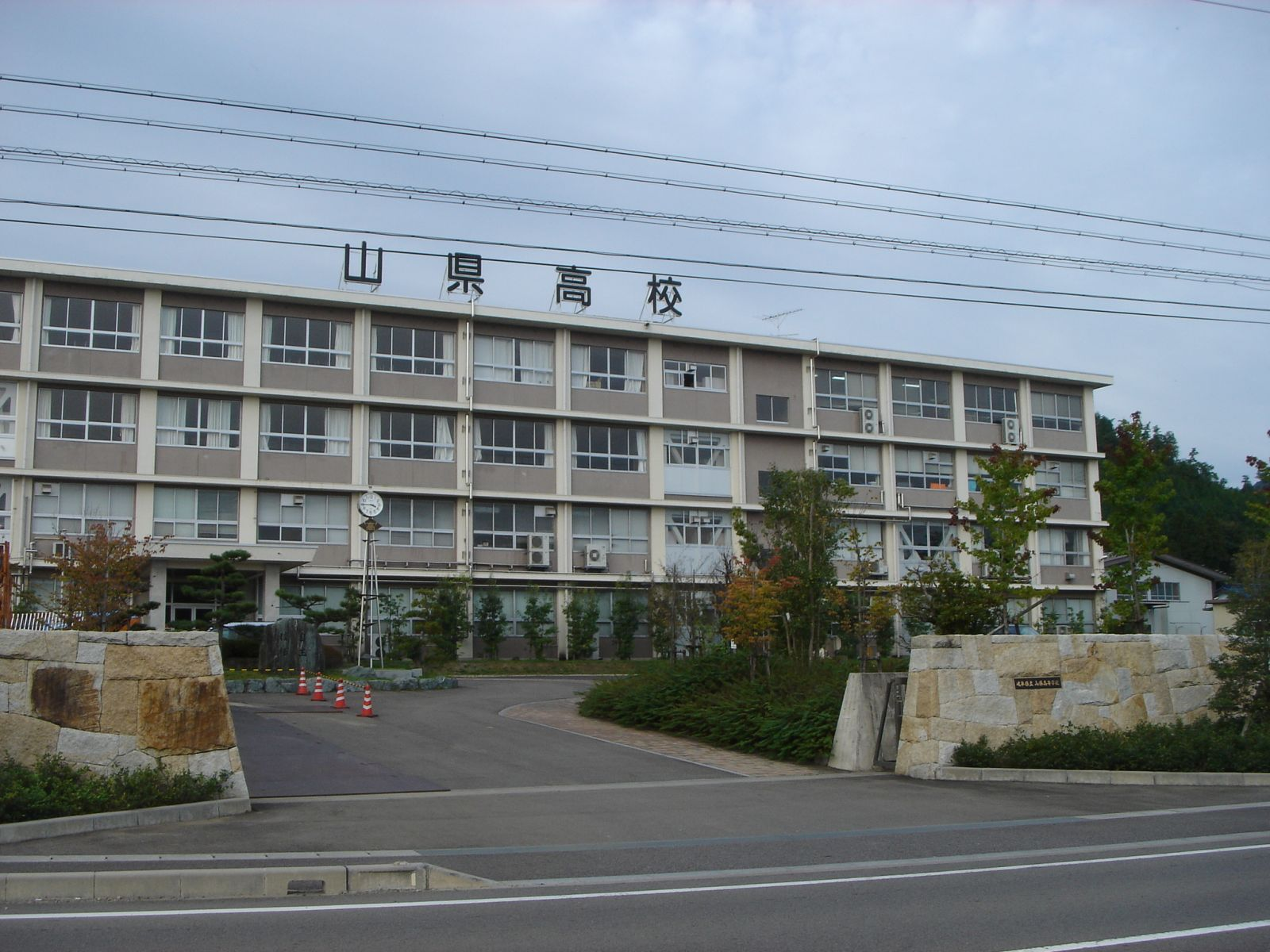
岐阜県立山県高等学校

### 高等学校
県立
- 岐阜県立山県高等学校

### 中学校
市立
- 山県市立伊自良中学校
- 山県市立高富中学校
- 山県市立美山中学校

### 小学校
市立
- 山県市立伊自良北小学校
- 山県市立伊自良南小学校
- 山県市立美山小学校
- 山県市立いわ桜小学校
- 山県市立梅原小学校
- 山県市立大桑小学校
- 山県市立桜尾小学校
- 山県市立高富小学校
- 山県市立富岡小学校

### 幼稚園
私立
- はなぞの北幼稚園

### 保育園
市立
- 高富保育園（民間移行済み）
- 富岡保育園（民間移行済み）
- 梅原保育園
- 大桜保育園
- 伊自良保育園
- みやま保育園
- 富波保育園

### 山県方式
山県市立の小中学校で採用されている方式の名称。市内の小中学生人口が減少する中で学校の統廃合を行わず、生徒がスクールバスに乗って別の学校へ向かい、そこで合同授業を行っている。
2022年度より同じ美山中学校の学区となるいわ桜小学校と美山小学校が先行して実施している。2023年度からの1～2年間は市による試行期間が設けられ、そこからの本格導入を目指す方針である。

## 交通

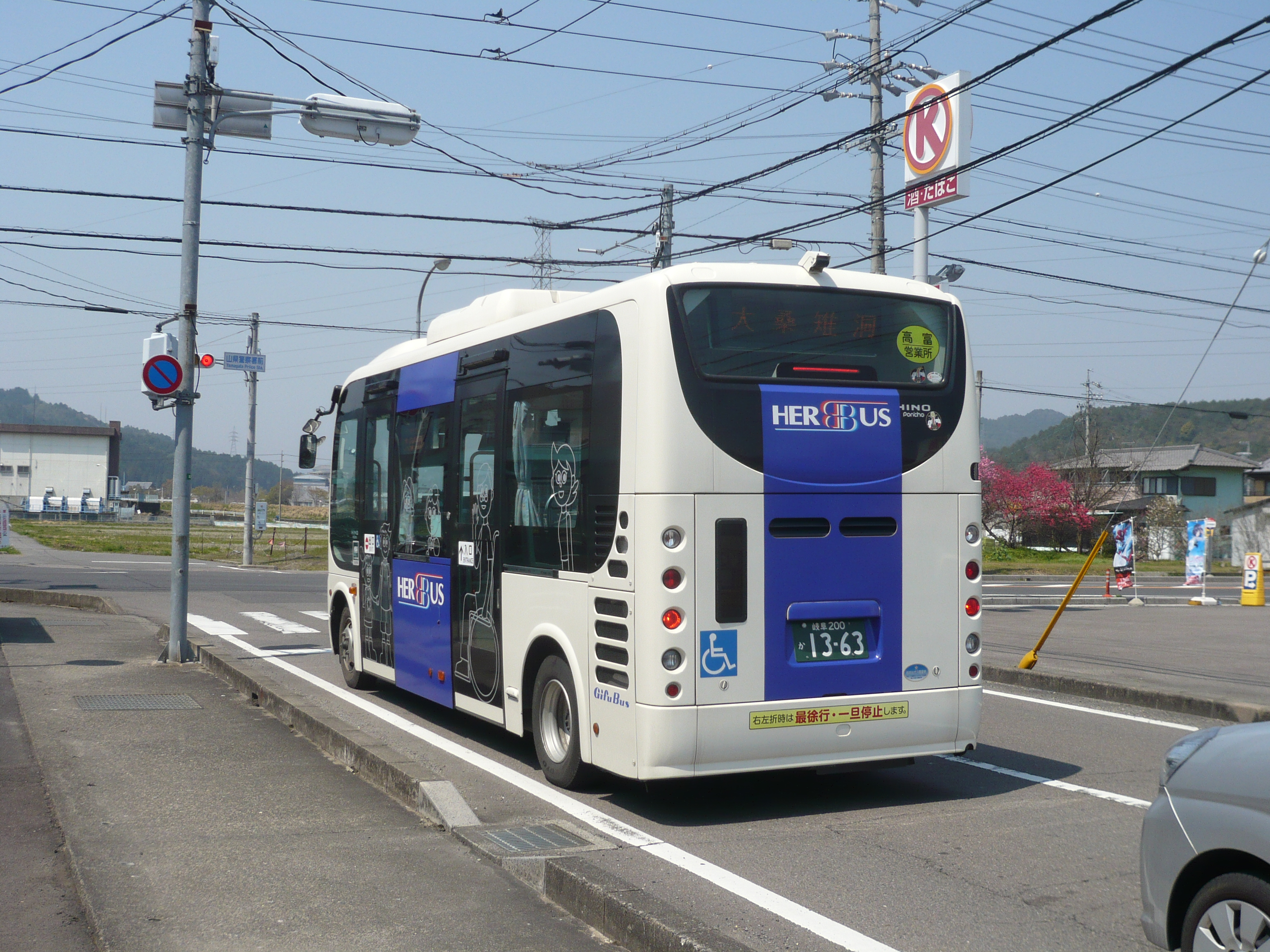
ハーバス

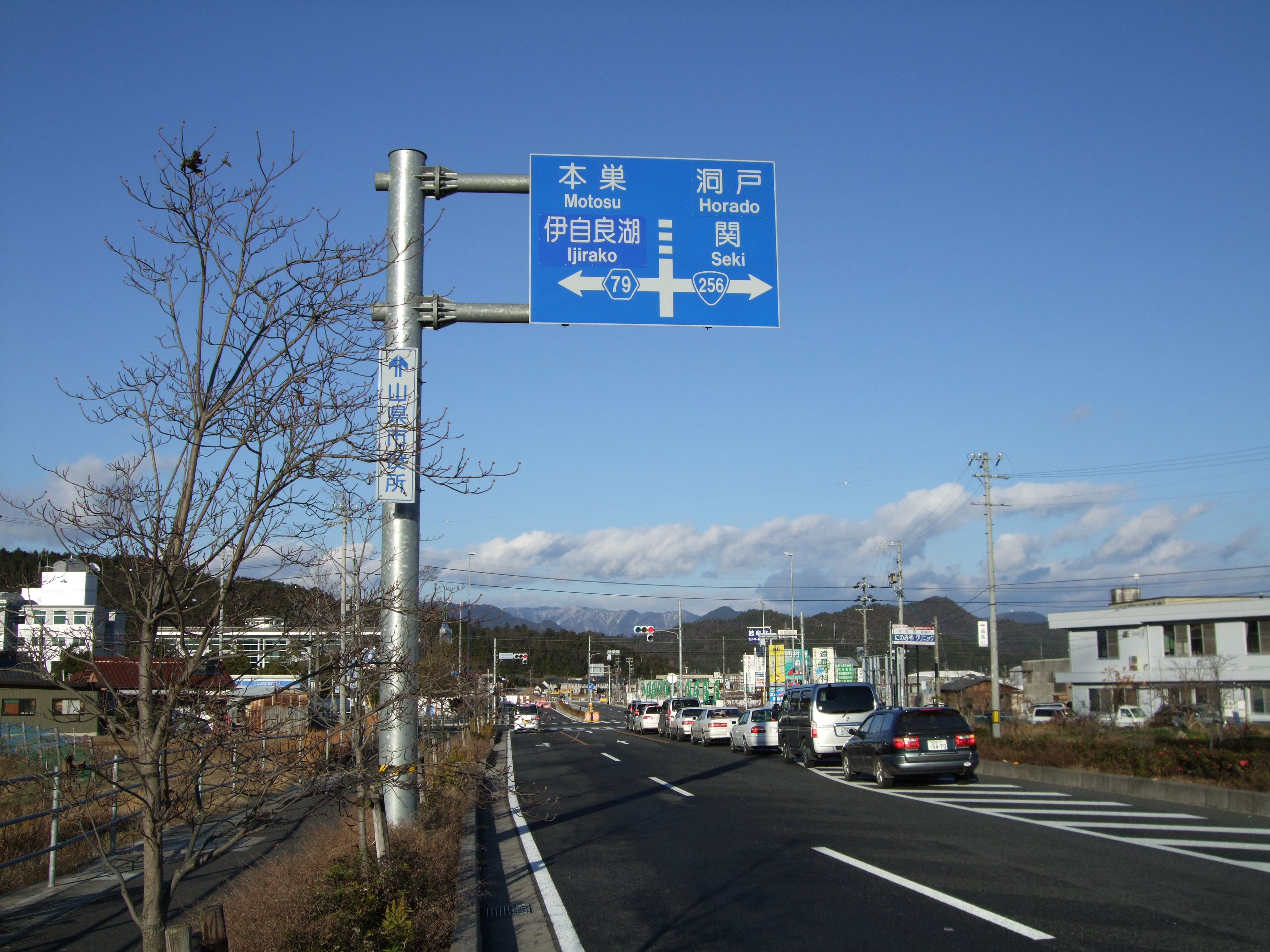
高富バイパス

### 鉄道

#### 鉄道路線
市内に鉄道路線はない。最寄り駅は名鉄岐阜駅またはJR岐阜駅。昭和中期までは岐阜市北端の山県市（当時は高富町）に隣接する名鉄高富線高富駅が頻繁に利用されていた。乗客数は多かったが、輸送力不足で路線バスに転換され、廃線となった。美山地区からは樽見鉄道の樽見駅（本巣市根尾）にも近いが、そこへ向かうバス路線はない（山県市自主運行バス神崎山県BT線の塩後停留所から本巣市との境まで約2km。市境から本巣市市営バスのトッサス停留所まで数百メートル）。

### バス

#### バス路線
- 山県市自主運行バス
  - 岐阜駅・名鉄岐阜駅方面から岐阜バスの路線が通じており[注釈 1]、同市南部の高富までは日中でも高頻度でバスが運行されている。

また、岐阜駅・名鉄岐阜駅方面から高富以北へ向かうバスは山県市内では山県市自主運行バスとして運行されるため、岐北厚生病院以南の岐阜バスの路線バスとしての運行区間とは料金体系が異なる。
- ハーバス
  - 市内各所を結ぶバス（全便日曜祝日は運休、一部便は平日のみ運行）。詳細は山県市自主運行バスの項を参照。

なお、旧伊自良村の公共交通機関はハーバスのみのため、日曜・祝日に公共交通機関で旧伊自良村を訪れることはできないので注意。
バスターミナル
- 2021年（令和3年）6月1日に山県バスターミナルが開設され、山県市内、岐阜駅方面、岐阜大学病院、関市洞戸、板取方面への路線が設定されている。
- それに合わせて、山県ICから東海環状自動車道、東海北陸自動車道経由で、土日祝日に限り、名古屋市への高速バスの運行も開始したが、2024年（令和6年）7月1日に廃止された。

### 道路

#### 高速道路
- C3東海環状自動車道
  - ：（岐阜市）- 山県IC（12） -（岐阜市）

#### 国道
- 国道256号（通称：高富バイパス、高富街道）
- 国道418号

#### 県道
主要地方道
- 岐阜県道79号関本巣線
- 岐阜県道91号岐阜美山線

一般県道
- 岐阜県道174号伊自良高富線
- 岐阜県道182号美山洞戸線
- 岐阜県道185号伊自良本巣線
- 岐阜県道196号柿野谷合線
- 岐阜県道200号神崎高富線

## 観光

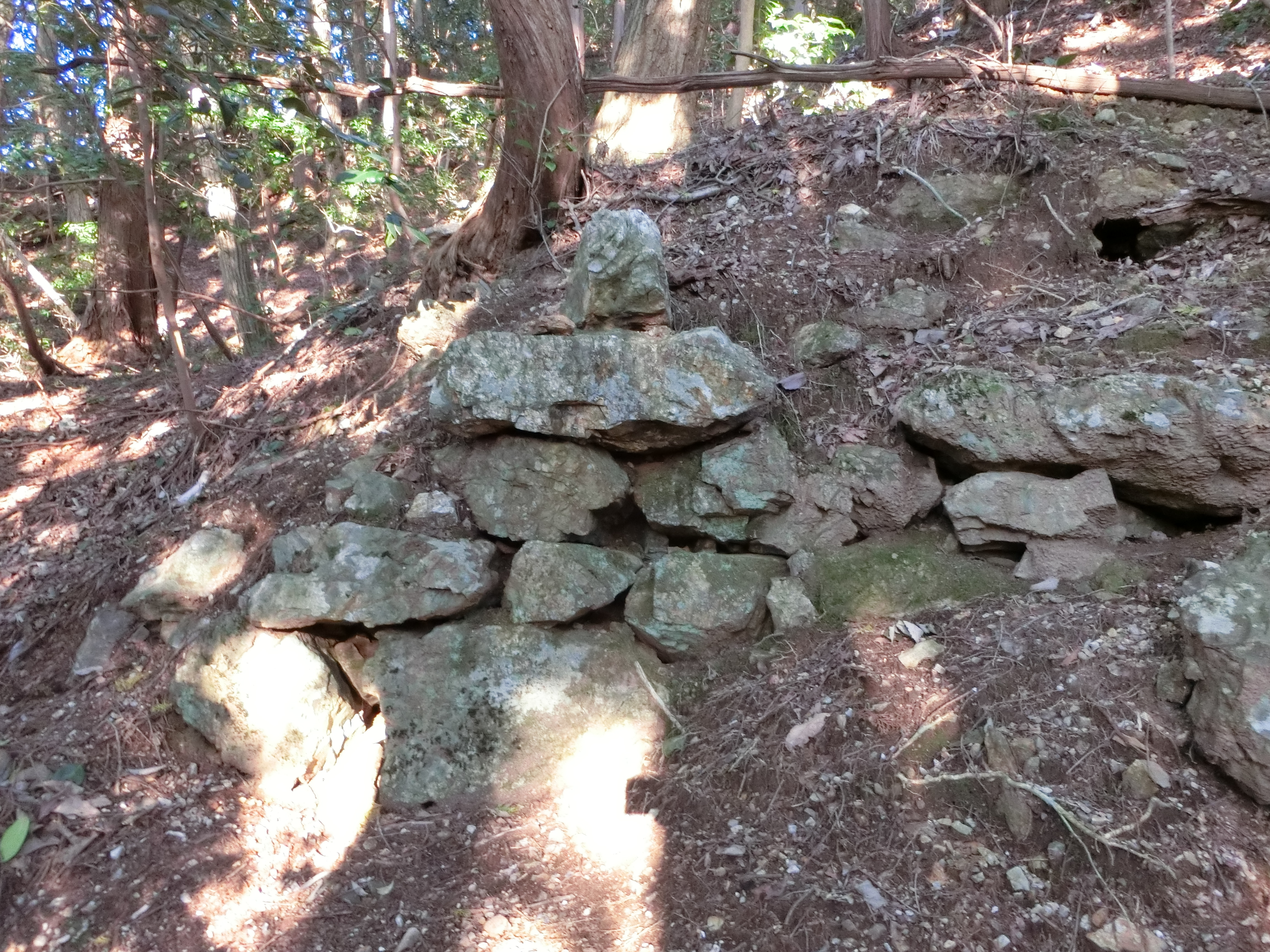
大桑城

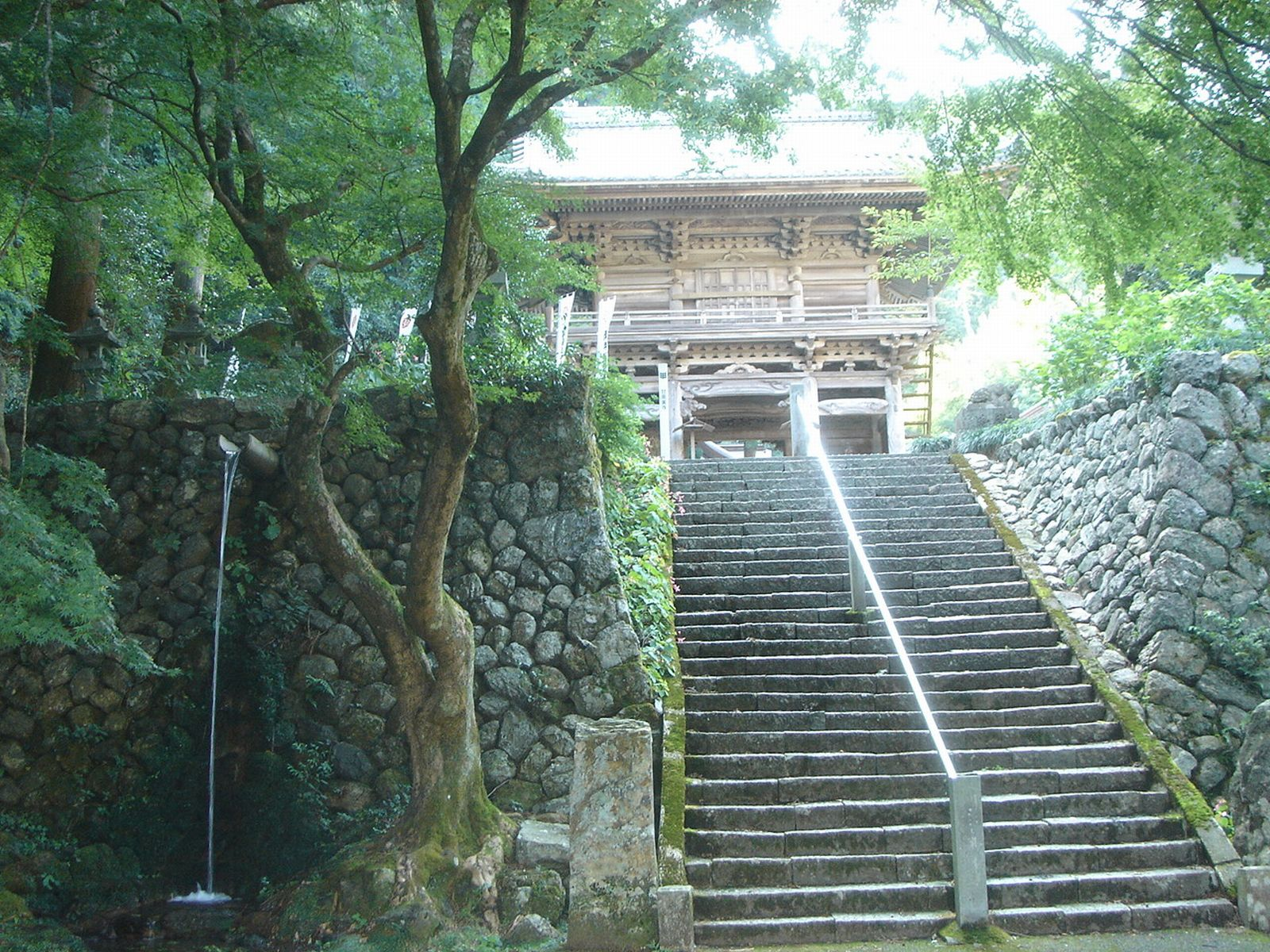
甘南美寺

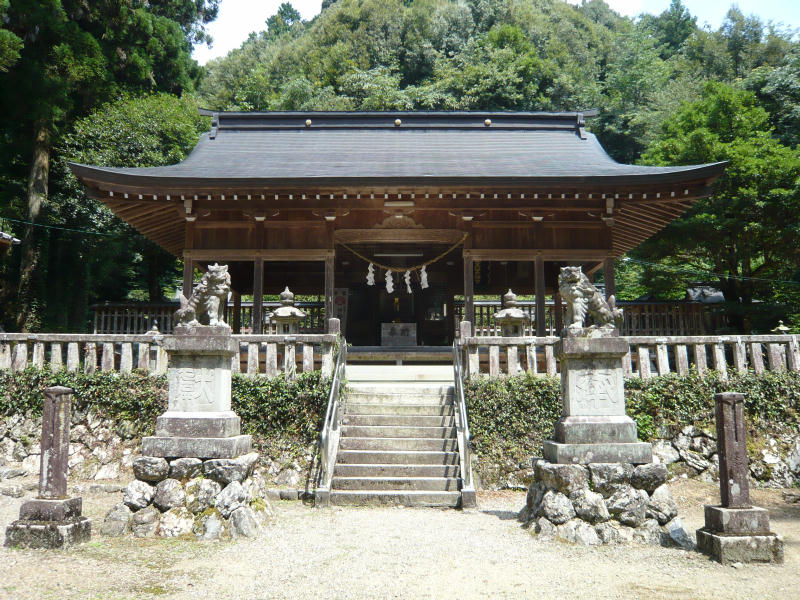
十五社神社

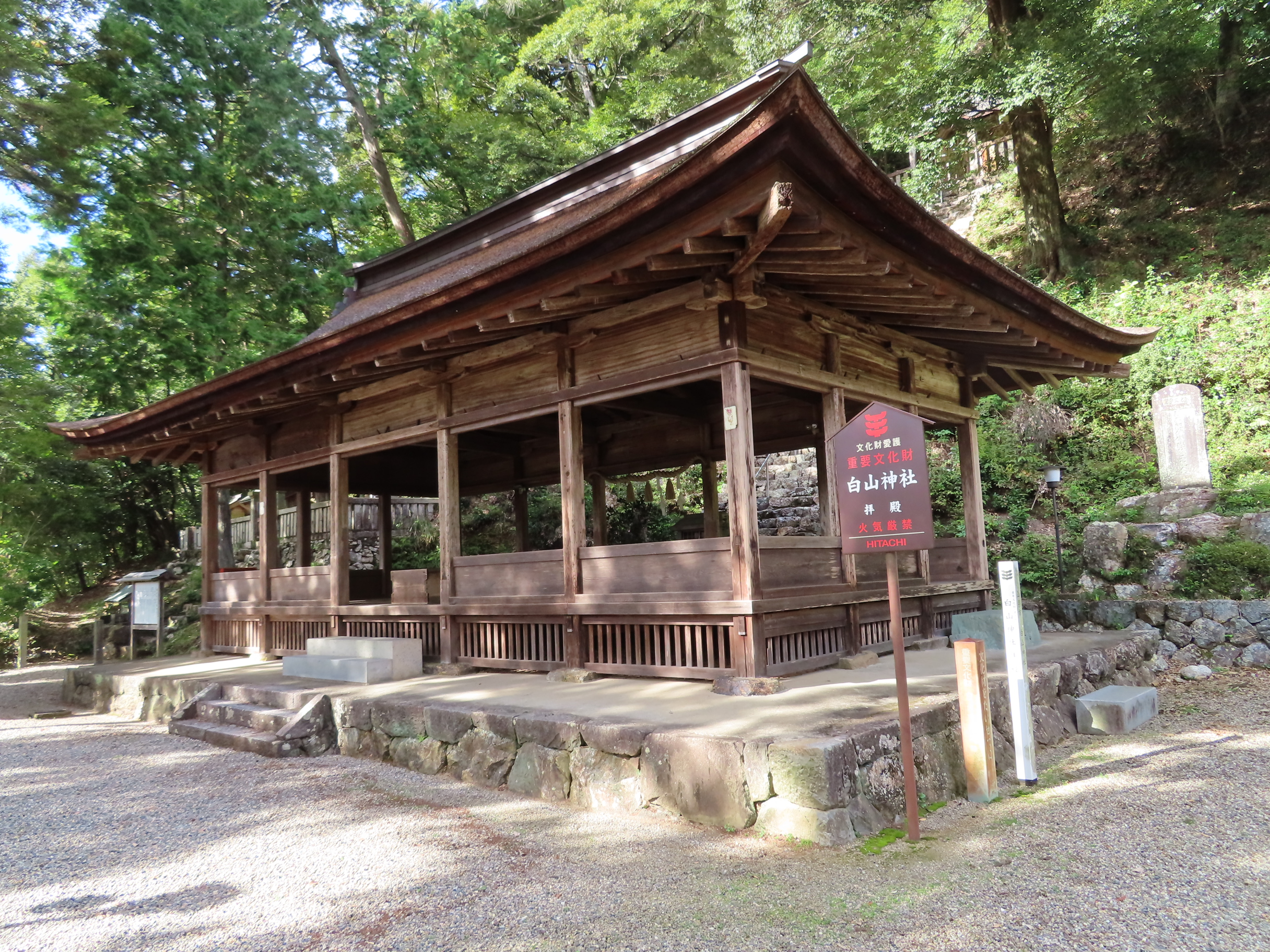
深瀬白山神社

### 名所・旧跡
主な城郭
- 大桑城跡
- 谷合城跡

主な寺院
- 甘南美寺
- 弘誓寺
- 広厳寺
- 三光寺
- 善道寺
- 東光寺
- 南泉寺
- 蓮華寺

主な神社
- 相戸白山神社
- 深瀬白山神社（拝殿は国の重要文化財）
- 十五社神社
- 天鷹神社

その他
- 伊自良湖
- 明智光秀公の墓
- 四国山香りの森公園
- 古城山
- 桂水
- 瀬見峡温泉

### 観光スポット
河川景観
- 円原川の伏流水
- 瀬見峡
- 弥十郎の滝
- ごろごろの滝
- 金鶏の滝
- 武儀川

美山地区を流れる清流。鮎釣りや川遊びで知られ、地元の小中高生が橋から飛び込みをすることがある。美山観光やなや、マルキ美山店前の橋から飛び込みが有名。
地形景観
- 九合の洞窟

動物
- 生原川のホタル
- 庚申洞谷のホタル
- 出戸川のホタル
- 鳥羽川源流付近のホタル
- ハリヨ公園

植物
- 東光寺の庭園
- 釜ヶ谷山（植物）
- 甘南美寺のアジサイ
- 三光寺のアジサイ
- 伊自良湖の桜
- 甘南美寺の桜
- 四国山香りの森公園
- カタクリの花群生地
- 白山神社の大杉
- 伊自良湖畔
- 仲越谷
- 乳児の森公園のおなみ桜

## 文化・名物

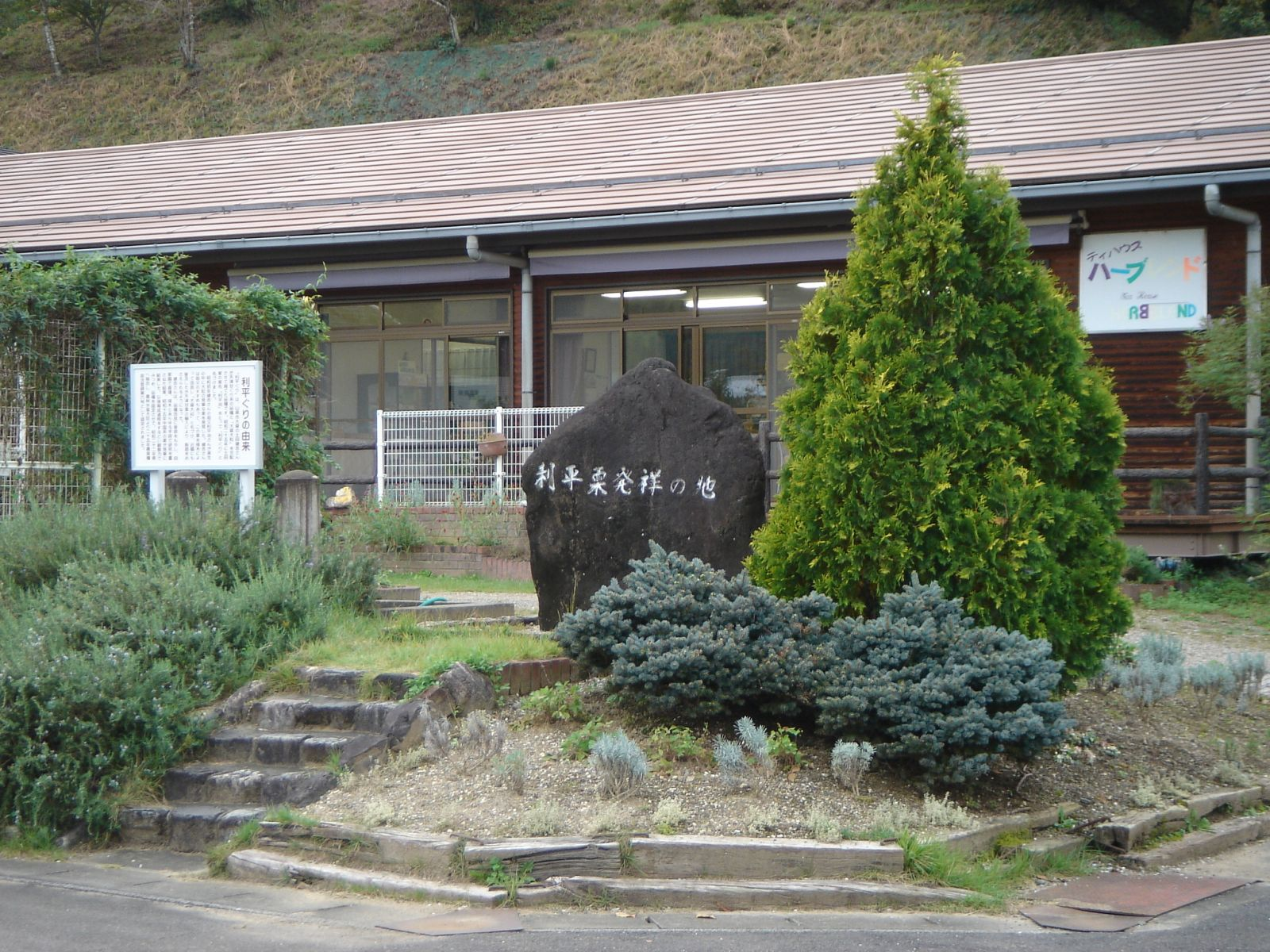
利平栗発祥の碑

### 祭事・催事
- 山県市ふるさと栗まつり
  - 毎年10月第一日曜日に開催される。山県市最大の祭り。四国山香りの森公園で開催されている。利平栗発祥の地として利平栗をPRするために盛大に開催されている。100近いバザーが開かれており、栗おこわや焼き栗、栗きんとんなど栗の美味しさを生かした様々な食べ物が販売されている。また、1日に3回程度、栗のつかみ取りがタダで行われている。ステージでは、ラジオの公開録音や、市に関するクイズ大会、ビンゴ大会や、伝統芸能披露、高富中学校生徒によるソーラン節、レクリエーション、キャラクターショー、和太鼓演奏、大物歌手（美川憲一や氷川きよし、八代亜紀など）が登場し歌ったり、有名な芸能人（えなりかずきなど）によるトークもあったりする。また、この祭りの前日夜には前夜祭も盛大に行われ、和太鼓演奏や、伝統芸能披露、少年少女によるダンス、花火も打ち上げられる。
- みやま川祭り
  - 毎年8月最終土曜に西武芸橋近辺で開催される。みやま保育園の園児・美山地区の全小中学校・山県高校の生徒の作品と一般のサークル・個人の作品、合わせて約1, 000個の燈籠が武儀川の川面や西武芸橋とその周辺に飾られ、幽玄な雰囲気をかもし出す。また、周辺には夜店も並び、踊り、太鼓演奏等のイベントも行われる。前日夜には前夜祭も行われ、静かな雰囲気の中で燈籠を楽しむことができる。
- いじら湖桜まつり
- 柿野まつり
  - 毎年4月第二日曜に柿野地内の垣野、清瀬両神社（ヤマトタケルノミコト兄弟）が御旅所で再会することを祝い、神事が執り行われる。柿野神楽、山車も催され素朴な且つ、神妙な祭りが催される。
- いじら湖もみじ・野菜祭り

### 名産・特産
- 美山バルバリー（鴨）
- 美山観光やな（鮎）
- 利平栗
- ハヤシライス
- 松茸
- 雉料理
- 美濃よめなすび（ナス）
- 奥美濃古地鶏味噌漬
- きのこ太鼓
- いじら手づくり味噌
- 柿
- 桑の木豆
- 鴨のくんせい
- 手延べうどん
- 美山こんにゃく
- アマゴ、マスの甘露煮
- 和菓子「みやまの香り」

## 出身関連著名人

### 出身著名人
- 明智光秀（出生地は現在の可児市など諸説ある）
- 土岐頼徳（医師、軍医）
- 早矢仕有的（実業家、丸善創業者）
- 臼井甕男（「臼井靈氣療法」創始者）
- 大野伴睦（政治家、元衆議院議長、自由民主党副総裁）
- 古田紹欽（仏教学者）
- 大野明（政治家 労働大臣、運輸大臣　大野伴睦四男）
- 江崎禎英（岐阜県知事）
- 井川翔（元野球選手）
- 恩田聖敬（実業家、FC岐阜前社長）
- 平野稔（俳優）
- 横谷晟（卓球選手）
- 横山智也（サッカー選手）
- 新川織部（元サッカー選手）
- 林哲雄（元プロ野球選手）

### 名誉市民
- 平野元[4]  - 元山県市長、元高富町町長
- 村橋忠夫[4] - 元伊自良村村長、元山県市長職務執行者
- 矢口貢男[4] - 元美山町町長

### 観光キャラクター
- 山県さくら - 観光客誘致のために、「山県さくら」という架空の美少女キャラクターを設定している[5]。市内の運送業者などの協力を得て、山県さくらを荷台に描いた痛車トラック41台を走らせて市を宣伝する取り組みも行っている[6]。